# Johann Georg Fischer (Orgelbauer, 1697)
Johann Georg Fischer (* 15. Januar 1697 in Herrenberg; † 14. Oktober 1780 in Freiburg im Breisgau) war ein deutscher Orgelbauer.

## Leben
Der aus dem evangelischen Württemberg stammende Fischer konvertierte zur katholischen Konfession und wollte 1720 in das Benediktinerkloster St. Peter auf dem Schwarzwald eintreten. Dazu kam es jedoch nicht, und er heiratete 1721 in Freiburg, wo er danach etwa 30 Jahre als Orgelbauer tätig war. 1760 wurde er Deputationsrat in Freiburg. Die Orgelbauer Johann Baptist Fischer und Johann Georg Hugo Fischer waren seine Brüder und Schüler.

## Werkliste
nach Fischer/Wohnhaas

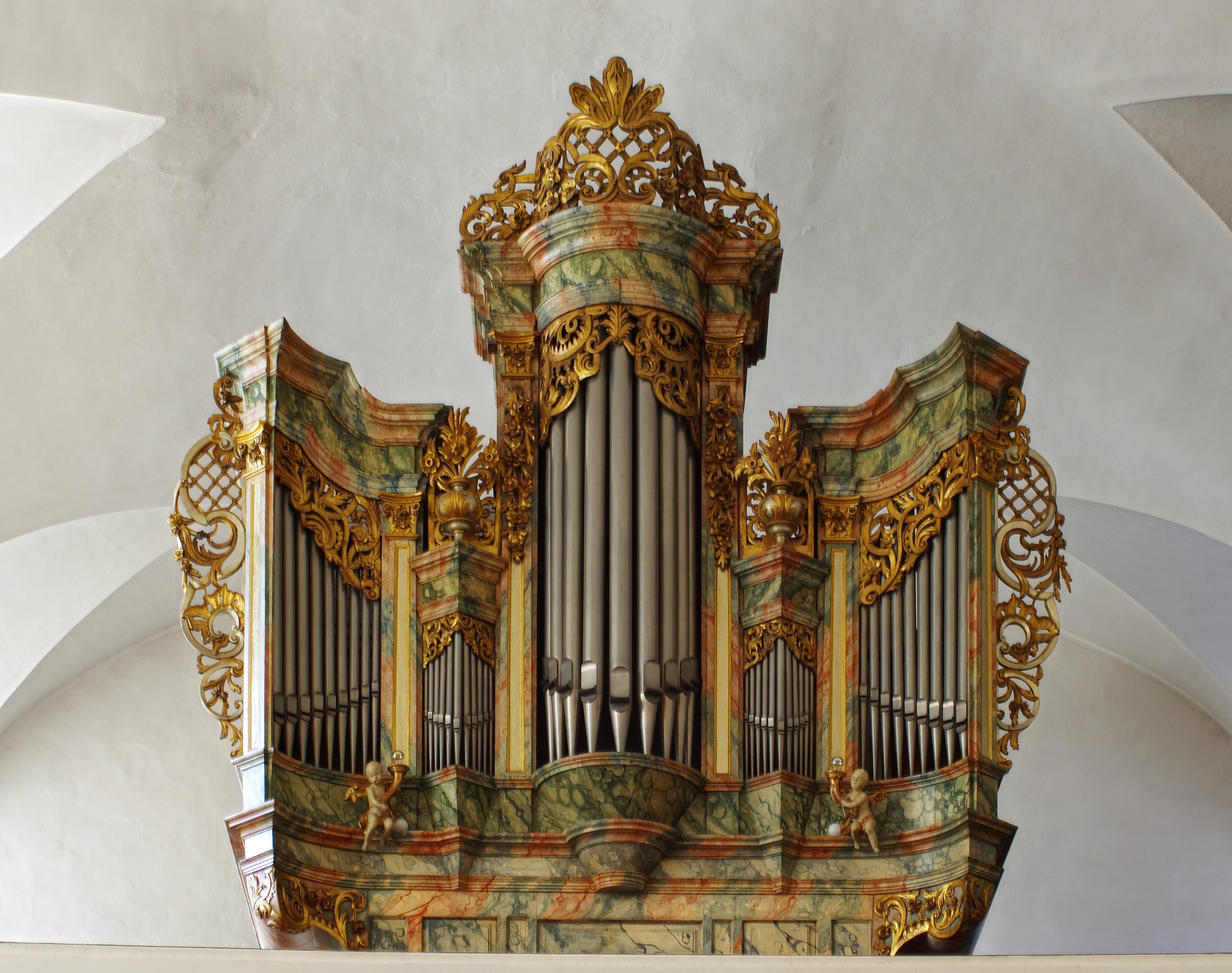
Orgel der Adelhauser Kirche in Freiburg, Gehäuse von 1746, Orgelwerk inzwischen ersetzt

- Jesuitenkirche, Freiburg, um 1720
- Wolfenweiler, 1726
- Klosterkirche St. Märgen, 1729
- Hauptorgel der Klosterkirche St. Peter auf dem Schwarzwald, 1731
- St. Cyriak, Freiburg-Lehen, 1740 (zugeschrieben), 1808 verkauft nach Hartheim-Feldkirch
- St. Agatha, Aschaffenburg, 1741
- St. Laurentius, Kenzingen, 1741
- Stiftskirche St. Peter und Alexander, Aschaffenburg, 1742 (Umbau)
- Adelhauser Kirche, Freiburg, 1746, Gehäuse erhalten, Orgel 1930 von M. Welte & Söhne neu gebaut[2]